# Pascal Johansen
Pour les articles homonymes, voir Johansen.
Pascal Johansen, né le 28 avril 1979 à Colmar, est un footballeur français qui évolue au poste de milieu de terrain au FC Mulhouse.
Il est le frère de Frédéric Johansen, ancien footballeur du FC Mulhouse, décédé dans un accident de voiture en 1992, à l'âge de 20 ans.

## Biographie
Pascal Johansen a suivi les traces de ses frères et a signé pour le RC Strasbourg. Pascal Johansen fait partie du tout premier match de l’histoire de l’Équipe de France de futsal, le 17 mars 1997 contre l’équipe B de la Belgique,. 

Il fait sa première apparition professionnelle contre les difficiles rivaux du FC Metz le 15 janvier 2000, et rapidement s'établit comme le premier joueur régulier de l'équipe à l'âge de 21 ans. Il signe son premier contrat professionnel au printemps 2000. La saison suivante il a été dans l'équipe qui a remporté la Coupe de France, mais a été relégué en Division 2 après une terrible saison dans la ligue. En 2002, après que Strasbourg ait obtenu une promotion dans la Ligue 2, Johansen a été transféré à l'Olympique de Marseille. Sa première saison a été un succès avec son club qui gagne une place en Ligue des Champions. Au début de la saison 2003/2004, l'entraîneur marseillais Alain Perrin, qui avait recruté Johansen à Marseille, a été limogé et remplacé par José Anigo. Ce changement a relégué Johansen sur le banc et celui-ci n'a pas pris part en 2004 à la finale de la Coupe UEFA de Marseille quand ils ont été en finale contre Valence CF (Pascal Johassen a fait 1 apparition face à Dnipropetrovsk en 1/16ème de finale retour). Johansen retourna ensuite à Strasbourg pour la saison 2004/2005, en remportant la Coupe de la Ligue. Il a ensuite été transféré définitivement, mais s'est débattu dans une équipe qui a de nouveau été relégué à la fin de la saison 2005/2006. Strasbourg a retrouvé immédiatement sa place dans la division supérieure de la France après seulement une année avec Johansen en tant que membre de l'équipe régulier dans la deuxième moitié de la saison. 

## Palmarès
- RC Strasbourg
  - Vainqueur de la Coupe de France en 2001
  - Vainqueur de la Coupe de la Ligue en 2005
  - Vice-champion de France de D2 en 2002.